# Маленьких Володимир Євгенович
Володимир Євгенович Маленьких (рос. Владимир Евгеньевич Маленьких; 1 жовтня 1980, м. Тольятті, СРСР) — російський хокеїст, захисник. Виступає за «Металург» (Магнітогорськ) у Континентальній хокейній лізі. 
Вихованець хокейної школи «Лада» (Тольятті). Виступав за «Лада-2» (Тольятті), «Лада» (Тольятті), ЦСК ВВС (Самара), «Торпедо» (Нижній Новгород).
У складі національної збірної Росії учасник EHT 2003, 2004 і 2005.
Досягнення
- Чемпіон Росії (2007), срібний призер (2005), бронзовий призер (2003, 2004, 2006, 2008, 2009)
- Володар Кубка європейських чемпіонів (2008)
- Фіналіст Ліги чемпіонів (2009)
- Володар Кубка Шпенглера (2005)
- Володар Кубка Гагаріна (2014)